# Bürgerpartei GL
Die Bürgerpartei GL ist eine Wählergemeinschaft mit Sitz in Bergisch Gladbach. Sie wurde 2013 gegründet.

## Wahlergebnisse
Bei den Kommunalwahlen in Nordrhein-Westfalen 2014 trat sie erstmals zu den Kommunalwahlen in Bergisch Gladbach und zu den Kreiswahlen im Rheinisch-Bergischen Kreis an.
Sie gewann 2014 mit 818 Stimmen bzw. 1,70 % der gültigen Stimmen einen Sitz im Stadtrat von Bergisch Gladbach. Bei den Kreiswahlen gelang ihr mit 1.097 Stimmen beziehungsweise 0,86 % der Stimmen nicht der Einzug in den Kreistag. Bei den gleichzeitigen Wahlen zum Integrationsrat der Stadt Bergisch Gladbach erhielten Angehörige der Bürgerpartei GL drei von zwölf Sitzen. Nach der Kommunalwahl 2020 erhielt die Bürgerpartei GL zwei Sitze, verlor jedoch einen Mandatsträger später durch einen Fraktionswechsel.
Im Seniorenbeirat war die Bürgerpartei GL von 2015 bis 2020 mit 1 von 9 Sitzen vertreten. Seit den Wahlen zum Seniorenbeirat 2020 ist die Bürgerpartei GL mit 2 von 9 Sitzen vertreten.

## Politisches Wirken und Kontroversen
Der Vorstandsvorsitzende, Mitgründer und frühere Kassenwart Frank Samirae war vor seiner Zeit bei der Bürgerpartei sowohl bei den Linken als auch bei den Piraten aktiv. Bei der Fraktion von Bündnis 90/Die Grünen hatte er hospitiert. Bei den Piraten hatte er versucht, mittels einer erfundenen Identität „Martina Hartmann“ einen Ortsverband Bergisch Gladbach zu gründen.
Im Vorfeld der Kommunalwahlen 2014 wurde von der Partei eine Person als Spitzenkandidat der Partei genannt, die dafür nicht zur Verfügung stand.
Nach dem Einzug in den Stadtrat von Bergisch Gladbach richtete das Ratsmitglied der Bürgerpartei GL, Frank Samirae, in der ersten Sitzung ca. 180 Anfragen gebündelt in ca. 50 einzelnen Anschreiben an die Verwaltung. Dies habe Kosten für die Stadt in Höhe von ca. 3.200 € verursacht.
Während die Bürgerpartei GL ursprünglich eine Fraktion mit der Partei „Die Linke“ kategorisch ausschloss, wurde 2016 eine Fraktion mit einem Teil der Linken im Stadtrat unter dem Namen „Die Linke mit Bürgerpartei GL“ gebildet, welche sich selbst als „Mitte-Links-Bündnis“ bezeichnete. Die Partei Die Linke fasste mehrere Abgrenzungsbeschlüsse zur Bürgerpartei GL und leitete später mehrere Parteiordnung- und -ausschlussverfahren ein, so dass nach der Kommunalwahl 2020 kein neues Fraktionsbündnis hergestellt wurde.
Ende Juli 2020 wurde der Bürgermeisterkandidat der Bürgerpartei GL vom Wahlausschuss zunächst nicht zur Kommunalwahl 2020 zugelassen, weil eine Abstimmung nicht geheim erfolgt war, obwohl er dazu eine eidesstattliche Versicherung abgegeben hatte, jedoch nach Beschwerde der Bürgerpartei GL Mitte August 2020 vom Kreiswahlausschuss doch noch zugelassen.
Im August 2020 wurde bekannt, dass das damalige Grundsatzprogramm (2013–2020) wortgleich von einer Wählervereinigung aus Kerken übernommen wurde. Deren Vorsitzende bestreitet, dass dazu eine Erlaubnis eingeholt wurde, so wie es die Bürgerpartei GL erklärt hatte. In der Zwischenzeit wurde es etwas überarbeitet, entspricht aber immer noch zum größten Teil dem Text des Vereinsprogramms aus Kerken.
Nach der Kommunalwahl 2020 konnte Bürgerpartei GL mit zwei Sitzen alleine eine eigene Fraktion im Stadtrat bilden. Ende 2021 hatte eines der beiden Ratsmitglieder und Bürgermeisterkandidat die Fraktion der Bürgerpartei GL verlassen. Das verbliebene Ratsmitglied der Bürgerpartei GL wurde durch diesen Austritt fraktionslos und die Fraktion der Bürgerpartei GL löste sich auf. Das ausgetreten ehemalige Mitglied der Bürgerpartei GL bildete gemeinsam mit dem ehemaligen Fraktionsvorsitzenden der AfD im Stadtrat eine neue Stadtratsfraktion.

## Debatte um Entschädigung zum Verdienstausfall
Ratsmitglieder haben Anspruch auf Ersatz des Verdienstausfalls, der in § 45 der Gemeindeordnung NRW geregelt ist.
Im Februar 2017 wurde bekannt, dass die Fraktion „Die Linke mit Bürgerpartei GL“ die mit Abstand höchsten Ausgaben pro Fraktionsmitglied für die Stadt erzeugt. Pro Ratsmitglied und sachkundiger Bürger der Fraktion ergibt sich für Sitzungsgelder, Fahrtkosten und Verdienstausfall ein Aufwand von 4.670 € pro Jahr. Bei den anderen Fraktionen ergibt sich maximal 1.205 € pro Jahr und Mitglied. Beim Verdienstausfall beträgt der Unterschied 3.247 € pro Jahr und Mitglied gegenüber maximal 171 € bei den anderen Fraktionen.
Einzelne Vertreter der Stadtratsfraktion vertraten die Auffassung, die Entschädigungen und insbesondere der Verdienstausfall seien Privatsache. Eine öffentliche Rechenschaft sei nicht notwendig, denn sie seien im Sinne der Gemeindeordnung und geltenden Rechts als Ratsmitglieder unabhängig von Parteien und nur ihrem eigenen Gewissen verantwortlich. Aus Datenschutzrechtlichen Gründen wurden keine genaue Aufstellung der Entschädigungszahlungen an einzelne Mandatsträger bekannt und können nur in Gesamtsummen dargestellt werden.
Für das Jahr 2019 gab die Stadt bekannt, dass die drei Ratsmitglieder der Fraktion sogar 20.696 € pro Person für den Zeitraum Dezember 2018 bis November 2019 beantragt und erhalten haben. Die Stadt ging gegen die nach ihrer Meinung zu hohen Verdienstausfallabrechnungen vor und verpflichtete den Vorsitzenden Frank Samirae per Bescheid zur Rückzahlung eines Teilbetrages. Seine Klage am Verwaltungsgericht Köln gegen diesen Bescheid nahm Frank Samirae zurück, womit der Rückzahlungsbescheid rechtskräftig wurde.
Anfang Februar 2021 trat das ehemalige Mitglied Rainer Dlugosch aus der Bürgerpartei GL aus und begründete seinen Austritt öffentlich in Facebook. Er bezeichnet die Bürgerpartei GL als eine Art „Ich AG“, „die außerhalb der Fraktion nicht politisch aktiv ist, aus unter 10 Mitgliedern besteht, die anderen nichts zu sagen haben und deren offenkundiger Hauptzweck es ist, zumindest (... zwei Personen) erneut einen sehr einträglichen Job im Stadtrat zu liefern.“ Im gleichen Beitrag vermutete er, dass „wahrscheinlich künftigen Verdienstausfallentschädigen ... in sechsstelliger Größenordnung/anno genannt zu werden.“ Dabei nannte er drei Namen, „die sich die Taschen voll machen wollen“. Anlass für den Parteiaustritt seien ungerechtfertigte finanzielle Forderungen, gegen ihn „gerichteten Attacken, mit mafiösen aggressiven Attitüden“, „Beleidigungen“, „Psycho-Terror“ und „Androhung körperlicher Gewalt“. Die Bürgerpartei GL kommentierte den Vorwurf öffentlich in Facebook damit, dass sich ihre Fraktion entschlossen hätte „Herrn Dlugosch nicht mehr als Sachkundigen Bürger zu benennen. Ihm sollten andere Aufgaben zugeteilt werden. ...“ Es wurde weiterhin ausgeführt, dass sein Vorgehen von ihm als eine „Art Rache“ dazu „angekündigt“ worden sei.
Die Fraktion beanspruchte für das Jahr 2021 insgesamt über 101.000 € an Sitzungsgeldern, Fahrtkostenerstattungen und inkl. 88.001,61 € Verdienstausfall und damit fast doppelt so viel wie 2019. Bis Ende 2021 bestand die Ratsfraktion der Bürgerparteil GL aus 2 Ratsmitgliedern und weiteren 6 Sachkundigen Bürgern.
Eine Entschädigung zum Verdienstausfall dient dazu, die Mandatsträger wirtschaftlich nicht schlechter zu stellen, wenn ein Verdienst- oder Lohnausfall durch die Ratsarbeit tatsächlich verursacht wurde. Das ehemalige Ratsmitglied und Bürgermeisterkandidat der Bürgerpartei GL Iro Herrmann erklärt dazu, dass es wohl „in Summe keinen Verdienstausfall gibt“. Iro Herrman distanziert sich in einem Kommentar wörtlich mit: „Es existiert die ‚fleischgewordene Gier‘ mitten unter uns!!“ ohne aber eigene Angaben über die Höhe von Entschädigungszahlungen zu machen, die er selbst noch 2021 als Fraktionsmitglied abgerechnet hat.

## Belege
1. ↑  GL Kompakt (Memento vom 24. April 2016 im Internet Archive)
2. ↑  Kölner Stadtanzeiger, 21. Mai 2014.
3. ↑  Frank Samirae - admin: GL Aktuell - Bürgerpartei GL im Interview. 24. Mai 2014, abgerufen am 24. Mai 2014.
4. ↑  Wahlergebnisse Rheinisch-Bergischer Kreis 2014 (Memento vom 4. November 2014 im Internet Archive)
5. ↑  Wahlen zum Integrationsrat Bergisch Gladbach 2014 (Memento des Originals vom 31. Mai 2014 im Internet Archive)  Info: Der Archivlink wurde automatisch eingesetzt und noch nicht geprüft. Bitte prüfe Original- und Archivlink gemäß Anleitung und entferne dann diesen Hinweis.
6. ↑  Frank Samirae - admin: GL Aktuell - Neuer Seniorenbeirat wurde gewählt. 27. März 2015, abgerufen am 27. März 2015.
7. ↑  Iro Herrman: Wahlerfolg im Seniorenbeirat. 4. Mai 2020, abgerufen am 15. Mai 2020 (deutsch).
8. ↑  Seniorenbeiratswahl – Stadt Bergisch Gladbach. Abgerufen am 15. Mai 2020.
9. ↑  Vorstand | Bürgerpartei Bergisch Gladbach. In: buergerpartei.gl. Abgerufen am 31. Oktober 2016.
10. ↑  G. Watzlawek: Frank Samirae beschäftigt Presserat und Stadtrat | Bürgerportal Bergisch Gladbach. Abgerufen am 31. Oktober 2016.
11. ↑  Stadt Bergisch Gladbach: Öffentliche Bekanntmachung über die Zulassung von Wahlvorschlägen (Kommunalwahlen 2009, Kreistag, Landrat) | Archiv des Bergischen Geschichtsverein Rhein-Berg. In: archiv.bgv-rhein-berg.de. Archiviert vom Original (nicht mehr online verfügbar) am 31. Oktober 2016; abgerufen am 31. Oktober 2016.  Info: Der Archivlink wurde automatisch eingesetzt und noch nicht geprüft. Bitte prüfe Original- und Archivlink gemäß Anleitung und entferne dann diesen Hinweis.
12. ↑  Maik Außendorf: Erklärung. 4. Oktober 2011, abgerufen am 25. Februar 2017.
13. ↑  Mike Nolte: Erklärung des Generalsekretärs Piratenpartei Köln. Abgerufen am 4. November 2011.
14. ↑  S... kapert Piraten in Bergisch Gladbach. 4. Oktober 2011, abgerufen am 28. Juli 2025.
15. ↑  Bürgerpartei GL: Ein Mann will in den Stadtrat. In: Kölnische Rundschau. (rundschau-online.de [abgerufen am 11. November 2016]).
16. ↑  Niederschrift der Sitzung des Rats der Stadt Bergisch Gladbach vom 1. Juli 2014, abzurufen unter Archivierte Kopie (Memento vom 12. November 2016 im Internet Archive) und aktualisierte Zahlen aus der Niederschrift der Sitzung des Rats der Stadt Bergisch Gladbach vom 23. Oktober 2014, abzurufen unter Archivierte Kopie (Memento vom 11. November 2014 im Internet Archive)
17. ↑  G. Watzlawek: Frank Samirae beschäftigt Presserat und Stadtrat | Bürgerportal Bergisch Gladbach. Abgerufen am 11. November 2016.
18. ↑  Pressemitteilung Stadtratsfraktion "Die Linke mit Bürgerpartei GL": Neues Mitte-Links-Bündnis im Stadtrat von Bergisch Gladbach. 19. April 2016, abgerufen am 19. April 2016.
19. ↑  G. Watzlawek: Linke und Bürgerpartei GL bilden eine Fraktion | Bürgerportal Bergisch Gladbach. Abgerufen am 11. November 2016.
20. ↑  Guido Wagner: Kein Antritt bei Kommunalwahl Gladbacher Linke von Kreisversammlung aufgelöst. Kölner Stadt-Anzeiger, 26. Juli 2020, abgerufen am 26. Juli 2020.
21. ↑  Redaktion Bürgerportal IN-GL: Die Linke nimmt sich aus dem Rennen. 26. Juli 2020, abgerufen am 26. Juli 2020.
22. ↑  Kreisvorstand DIE LINKE. RBK: DIE LINKE. zieht Kandidatur zum Stadtrat Bergisch Gladbach zurück. Ortsverband aufgelöst. 26. Juli 2020, abgerufen am 26. Juli 2020.
23. ↑  G. Watzlawek: Zerreißprobe bei der Linken: Kreis greift beim Ortsverband durch. 3. Juli 2020, abgerufen am 3. Juli 2020.
24. ↑  Uta Böker: Eklat in Bergisch Gladbach Bürgermeister-Kandidat wird nicht zugelassen – Strafanzeige. Kölner Stadt-Anzeiger, 30. Juli 2020, abgerufen am 15. August 2020.
25. ↑  Uta Böker: Kandidat darf antreten Kreiswahlausschuss gibt Beschwerde der Bürgerpartei GL statt. Kölner Stadt-Anzeiger, 15. August 2020, abgerufen am 15. August 2020.
26. ↑  Bürgerpartei GL: Parteiprogramm der Bürgerpartei GL Version 2013-2020. 10. Juni 2013, abgerufen am 9. Mai 2020 (deutsch).
27. ↑  Bürgervereinigung Kerken: Vereinsprogramm der Bürgergemeinschaft Kerken. Abgerufen am 19. Juni 2022 (deutsch).
28. ↑  Matthias Niewels: Kopiertes Programm: Bürgerpartei GL übernahm Agenda anderer Wählergemeinschaft. Kölner Stadt-Anzeiger, 5. August 2020, abgerufen am 5. August 2020 (deutsch).
29. ↑  Bürgerpartei GL: Parteiprogramm der Bürgerpartei GL Version August 2020. 16. August 2020, abgerufen am 18. Juni 2020 (deutsch).
30. ↑  Uta Böker: Durch Herrmanns Austritt Bergisch Gladbacher Bürgerpartei GL verliert Fraktionsstatus. Kölner Stadt-Anzeiger, 1. April 2022, abgerufen am 1. April 2021 (deutsch).
31. ↑  Uta Böker: Schütz und Hermann Gladbacher Einzelratsmitglieder gründen neue Fraktion. Kölner Stadt-Anzeiger, 24. Februar 2022, abgerufen am 24. Februar 2022 (deutsch).
32. ↑  DIE LINKE. RBK: Rechts kommt zusammen, was rechts zusammen gehört! "Bergische Mitte". 23. Februar 2022, abgerufen am 23. Februar 2022 (deutsch).
33. ↑  § 45 GO NRW – Entschädigung der Ratsmitglieder
34. ↑  G. Watzlawek: Soviel Geld nimmt die „Linke mit Bürgerpartei GL“ mit | Bürgerportal Bergisch Gladbach. Abgerufen am 23. Februar 2017.
35. ↑  „Linke mit Bürgerpartei GL“ wieder an der Spitze. 28. Juni 2020, abgerufen am 30. Juli 2020 (deutsch).
36. ↑  Uta Böker: Gericht entschied: Ratsherr muss Entschädigung für Verdienstausfall zurückzahlen. 1. Januar 2022, abgerufen am 1. Januar 2022 (deutsch).
37. ↑  Rainer Dlugosch: Öffentlicher Beitrag von R. Dlugosch zum Parteiaustritt Bürgerpartei GL in der Facebookgruppe: „Was Bergisch Gladbach bewegt“. 2. Februar 2022, abgerufen am 1. Februar 2021 (deutsch).
38. ↑  Rainer Dlugosch: Öffentlicher Brief: Schriftliche Austrittserklärung von R. Dlugosch aus der Bürgerpartei GL vom 01.02.2022. 1. Februar 2022, ehemals im Original (nicht mehr online verfügbar); abgerufen am 1. Februar 2021 (deutsch). (Seite nicht mehr abrufbar. Suche in Webarchiven)
39. ↑  Bürgerpartei GL: Öffentlicher Kommentar zum Parteiaustritt Dlugosch aus der Bürgerpartei GL in der Facebookgruppe: „Was Bergisch Gladbach bewegt“. Abgerufen am 1. Februar 2021 (deutsch).
40. ↑  G. Watzlawek: GL ist Spitzenreiter im Wettbewerb „wie nehme ich die Stadt aus“. 14. Juni 2022, abgerufen am 15. Juni 2022 (deutsch).
41. ↑  Stadt Bergisch Gladbach: Verzeichnis aller Sachkundigen Bürger Stadtrat Bergisch Gladbach nach Fraktionen Stand 1.1.2022. 1. Januar 2022, abgerufen am 1. Januar 2022 (deutsch).
42. ↑  Iro Herrmann: Kommentar zur Berichterstattung des Bürgerportals IN-GL vom 15.01.2022. 16. Januar 2022, abgerufen am 16. Januar 2022 (deutsch).